# Agelasida
Agelasida es un orden de esponjas marinas de la clase Demospongiae (demoesponjas).